# إسماعيل صادق العدوي
الشيخ إسماعيل صادق العدوي
إمام وخطيب المسجد الأزهر سابقا قبل الشيخ محمد سيد طنطاوي
كان إمام وخطيب مسجد سيدي أحمد الدرديري بحي الباطنية قبل أن يتولى عمله في الجامع الأزهر.
كان يرج المنبر والقلوب من شدة خطبته وقوتها، أجمع علماء وقته أنه أفضل من يصلى خلفه في هذا الوقت، مثل الشيخ عبد الحميد كشك والشيخ الدكتور محمود حماية رحمهما الله، كان معروفا بشجاعته وجرأته وعدم خوفه إلا من الله، وفراسته وكشفه وشدته مع خفة ظله مع مريديه وتلاميذه، كان بيته بحى الباطنية مكون من ثلاث طوابق، الدور الأول كان ساحة ومضيفة للمريدين.
اعتاد أن يلقي دروس التفسير يوم الاثنين من كل أسبوع وكان قد عرفت عنه القوة في الحق وخفة ظله وروي عنه أنه في أحد حلقات التفسير كان يفسر قوله تعالى: ﴿وَلِكُلِّ أُمَّةٍ أَجَلٌ فَإِذَا جَاءَ أَجَلُهُمْ لَا يَسْتَأْخِرُونَ سَاعَةً وَلَا يَسْتَقْدِمُونَ ۝٣٤﴾  في درس التفسير الذي كان يلقيه كل يوم الإثنين، وكان ذلك مساء يوم الاستفتاء على تجديد فترة ولاية الرئيس مبارك الثالثة، وأراد الرجل أن يتكلم في الموضوع ولو تعريضا، ولكن الآية التي يفسرها لا تمت من قريب أو بعيد للسياسة، فاحتال الرجل بذكاء الأزهري المحنك، فقال: كنت أركب القطار مع الشيخ حسن البنا، وجاءت محطة وصولنا، فقال لي الشيخ البنا: يا شيخ إسماعيل، القطار والسفر كالحياة والموت والمناصب، إذا جاءت محطتك لا بد من نزولك، ثم أخذ الشيخ إسماعيل صادق العدوي يركز ويشدد ويعيد ويكرر، على هذا المعنى بهذه العبارة، قائلا باللهجة العامية: 
| إسماعيل صادق العدوي | يعني إذا جت محطتك انزل، كفايه علينا كده انزل، خلاص محطتك جت إنزل، ولا عايز تركب محطتك ومحطة غيرك!! وقد ضج المسجد بالضحك وقد وصلهم المعنى الذي يريده الشيخ، إلا رجل ساذج مسكين، قال: الله يرحمه، فسأله الشيخ العدوي: هو مين؟ قال الرجل: الشيخ البنا، فقال الشيخ العدوي بغيظ: ويرحمك أنت كمان!! | إسماعيل صادق العدوي |

## وفاته
قبل وفاته بعدة أعوام انتقل إلى منزل جديد وصغير، وأوقف البيت الكبير معهدا أزهريا، وانتقلت المجالس إلى مسجد سيدي أحمد الدرديري، لبى نداء ربه يوم الأربعاء 23 رمضان سنة 1418 هـ الموافق 21 يناير 1998، وصُليَ عليه بالجامع الأزهر صلاة الجنازة عقب صلاة ظهر الخميس، وشيعت جنازته من الجامع الأزهر الشريف إلى مدفنه بمقبرة المجاورين محمولا على أعناق مريديه وتلاميذه وأحبابه، رافضين حمل النعش في السيارة المخصصة، ومشوا خلفه من الجامع الأزهر حتى مثواه الأخير، كما كان دأبهم معه عندما يمشون خلفه من الجامع الأزهر إلى بيته لحضور مجالسه ودروسه العطرة، خسر مريدوه وتلاميذه وبلده والعالم الإسلامي بوفاته عالما عاملا آمرا بالمعروف ناهيا عن المنكر، يقول الحق ولا يخشى في الله لومة لائم.